# STA
STA，英文全称Spike-triggered average，直译做“发放-触发平均方法”。
STA是神经科学研究，尤其是视觉研究中用于描述神经元反应特性的一种方法。这种方法主要被用来分析电生理数据，估计神经元的线性感受野。

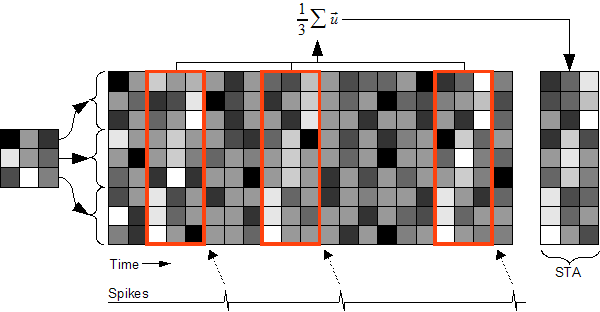
STA的计算原理。首先呈现一段视觉刺激（在这里每一帧包含9个像素），记录呈现刺激这段时间内某个神经元的发放。将上面的9个像素的矩阵使用列的方式表现出来。设定一个时间窗（这里的时间窗是每个spike之前的第2到第4帧，共3帧），将所有发放之前的某个时间窗之内的视觉刺激进行叠加平均（橙色框内），就生成了右面的STA图。这里的STA图表示该神经元对3个白色的像素有响应，并且随着这3帧的播放，这三个白色像素的空间位置也在变化。

## 原理
从数学上来讲，STA是指每一个发放前一定时间的所有视觉刺激的叠加平均值。计算STA的方法如下，对于一个神经元对某视觉刺激的反应而言，首先设定一个时间窗；然后将每一个发放之前、此时间窗之内呈现的视觉刺激提取出来；最后将所有提取出来的视觉刺激进行叠加平均（如图所示）。只要视觉刺激的分布是球面对称的（比如，高斯白噪声），使用STA方法就可以得到一个神经元的无偏估计感受野。

## 应用
STA方法被用来描绘视网膜神经节细胞、LGN（外侧膝状体）和纹状皮层简单细胞的感受野。还被用来估计线性-非线性泊松梯级模型的线性阶段 。
STA方法也经常被称为反相关分析或者白噪声分析。STA方法最早出现在伏尔特拉内核和维纳内核的级数膨胀中，与线性回归有密切的关系。

## 数学定义

### 标准STA
假设{\displaystyle \mathbf {x_{i}} }代表每一个发放之前的第{\displaystyle i}帧的视觉刺激时空向量，{\displaystyle y_{i}}代表该发放前面第{\displaystyle i}帧这段时间里的发放数。所有视觉刺激的叠加平均值应当为零（{\displaystyle E[\mathbf {x} ]=0}）。如果不为零，就将所有的向量减掉这个平均值。这样STA就可以从下面的式子得到：
{\displaystyle \mathrm {STA} ={\tfrac {1}{n_{sp}}}\sum _{i=1}^{T}y_{i}\mathbf {x_{i}} ,}，在这里，{\displaystyle n_{sp}=\sum y_{i}}代表总的发放数。
如果使用矩阵表示，式子就会变得更加简单。假设矩阵{\displaystyle X}的第{\displaystyle i}行代表视觉刺激时空向量{\displaystyle \mathbf {x_{i}^{T}} }；{\displaystyle \mathbf {y} }代表一个列向量，该列向量的第{\displaystyle i}个元素为{\displaystyle y_{i}}。STA就可以写成：
{\displaystyle \mathrm {STA} ={\tfrac {1}{n_{sp}}}X^{T}\mathbf {y} .}

### 白化STA
如果不是白噪声，而是在时空上具有非零相关性的视觉刺激，那么使用标准STA就会产生对线性感受野的一个有偏估计。 因此可以通过将视觉刺激的协方差矩阵反转的方式将STA进行白化处理。
这样得到的最后结果就是白化STA，公式如下：
{\displaystyle \mathrm {STA} _{w}=\left({\tfrac {1}{T}}\sum _{i=1}^{T}\mathbf {x_{i}} \mathbf {x_{i}} ^{T}\right)^{-1}\left({\tfrac {1}{n_{sp}}}\sum _{i=1}^{T}y_{i}\mathbf {x_{i}} \right),}
第一项是原始视觉刺激的协方差矩阵的反转，第二项是标准STA。如果使用矩阵的表示，公式可以写成：
{\displaystyle \mathrm {STA} _{w}={\tfrac {T}{n_{sp}}}\left(X^{T}X\right)^{-1}X^{T}\mathbf {y} .}
只有当视觉刺激的分布可以使用相关的高斯分布来描述的时候，白化STA才是无偏的（高斯相关分布是椭圆对称的，举个例子，高斯相关分布可以通过线性变换变成球形对称，但是并非所有的椭圆对称分布都是高斯的。）。这是一种比球面对称更弱的情况。
白化STA相当于以发放序列为参考对视觉刺激做线性回归计算。

### 正则化STA
在实际应用中，由于白化操作会增加视觉刺激某些维度上的噪音（刺激变化比较小的维度），有可能有必要对白化STA进行正则化处理。通用的方法是吉洪诺夫正则化处理。正则化后的STA，如果使用线性回归表述，公式为：
{\displaystyle \mathrm {STA} _{ridge}={\tfrac {T}{n_{sp}}}\left(X^{T}X+\lambda I\right)^{-1}X^{T}\mathbf {y} ,}
式中{\displaystyle I}代表单位矩阵， {\displaystyle \lambda }是控制正则化量的岭参数。这种处理方法有一个简单的贝叶斯解释：岭回归相当于将平均值为零的高斯置于STA的元素前。岭参数设定了这种处理之前的逆差别。

## 统计特性
根据LNP模型（线性-非线性泊松梯级模型），白化STA提供了一个对线性感受野亚空间的估计。这种估计的性质如下：

### 一致性
白化STA是一种一致性估计，比如，这种估计在下列两个条件下会汇聚到真实的线性亚空间：
1. 视觉刺激的分布 是椭圆对称的，比如高斯（Bussgang 定理）。
2. 期望的STA是非零的。比如非线性引起的神经发放触发的视觉刺激的位移。[5]

### 最优性
白化STA在下面的两种情况下是有效估计量的渐近线：
1. 视觉刺激的分布{\displaystyle P(\mathbf {x} )}是椭圆对称的；
2. 神经元的非线性反应函数是指数的，{\displaystyle exp(x)}[5]。

对于任何一种刺激来说，其STA一般既不是一致的也不是有效的。在这些不一致的情况下，可以使用最大似然估计和互信息估计来实现一致性和有效性。

## 另外参见
- STC
- 线性-非线性泊松梯级模型
- 分段逆回归